# Сачиле
Сачѝле (на италиански: Sacile; на венециански: Sazhil, Сатил) е град и община в Северна Италия, провинция Порденоне, автономен регион Фриули-Венеция Джулия. Разположен е на 25 m надморска височина. Населението на общината е 20 408 души (към 2010 г.).